# Progress in Human Geography
Progress in Human Geography（プログレス・イン・ヒューマン・ジオグラフィー、人文地理学の発展）は、隔月刊の人文地理学分野の査読付き学術雑誌。主として直近の研究に対する批評を掲載する。編集長はノエル・カストレイ（Noel Castree）。1977年に創刊し、SAGE Publicationsが発行している。

## 索引と要約
Progress in Human Geography誌の掲載論文はScopusとSocial Sciences Citation Indexに索引と要約が掲載される。Journal Citation Reportsによる2011年のインパクトファクターは3.547であり、カテゴリ「地理学」に属する73誌中第3位である。